# Thérèse Coffey

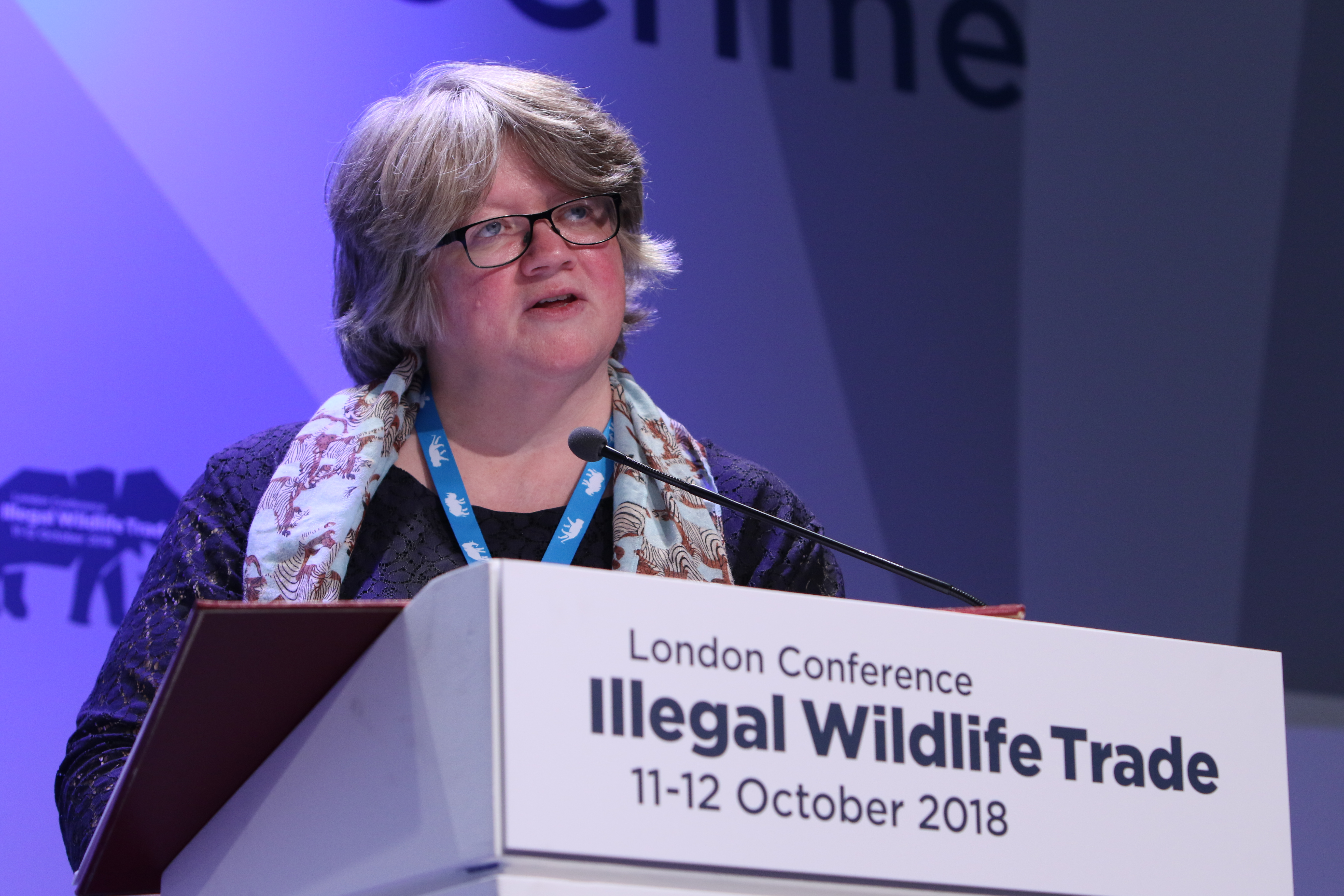
Thérèse Coffey (2018)

Thérèse Anne Coffey, Baroness Coffey, DBE (* 18. November 1971 in Billinge, Lancashire) ist eine britische Politikerin der Konservativen Partei. Sie war von 2010 bis 2024 als Abgeordnete für den Wahlkreis Suffolk Coastal Mitglied des House of Commons. Vom 25. Oktober 2022 bis 13. November 2023 war sie Ministerin für Umwelt und Landwirtschaft (Secretary of State for Environment, Food and Rural Affairs) im Kabinett Sunak. Zuvor war sie im September/Oktober 2022 im Kabinett Truss Vize-Premierministerin und Ministerin für Gesundheit und Soziales. Von September 2019 bis Juli 2024 war sie Minister für Arbeit und Renten. Seit 2025 ist sie als Life Peer Mitglied des House of Lords.

## Biographie

### Frühes Leben und Karriere
Coffey wurde am 18. November 1971 in Billinge geboren und wuchs in Liverpool auf. Sie besuchte das Somerville College in Oxford und dann das University College London, wo sie 1998 in Chemie promovierte.
Coffey war Kandidatin der Konservativen Partei für den Wahlkreis Wrexham in Wales bei den Britischen Unterhauswahlen 2005. Mit 6079 Stimmen (20 % der Stimmen) wurde sie Dritte.
Bei den Wahlen zum Europäischen Parlament im Juni 2004 kandidierte Coffey für die Wahl zum Europäischen Parlament für die Region Südosten Englands. Die Konservative Partei gewann 35,2 % der Stimmen und erhielt vier Sitze, aber Coffey stand auf der Liste dieses Verhältniswahlsystems auf Platz sieben, was bedeutet, dass sie nicht gewählt wurde.
Bei den nächsten Europawahlen 2009 lebte Coffey in Andover, Hampshire; sie verpasste einen Platz bei der Wahl in das Europäische Parlament für die Region Südost. Die Konservative Partei gewann 34,79 % der Stimmen und erhielt vier Sitze, aber sie war die fünfte auf der Parteiliste.

### Parlamentarische Karriere
Nachdem sie am 6. Februar 2010 als konservative Kandidatin für den Wahlkreis Suffolk Coastal ausgewählt wurde, zog Coffey von Hampshire nach Westleton um. David Miller, stellvertretender Vorsitzender der örtlichen Liberaldemokraten, stellte Fragen über den Status ihrer dortigen Residenz und behauptete mit Bezug auf ihren Wohnsitz in Westleton, dass „die Adresse, unter der Frau Coffey derzeit wohnt, eine Ferienvermietung ist“.
Bei den Unterhauswahlen am 6. Mai 2010 gewann sie den Suffolk-Coastal-Sitz und wurde damit die erste weibliche Abgeordnete des Wahlkreises. Coffey erhielt 25.475 Stimmen (46,4 % der Stimmen), was einem Anstieg von 1,8 % gegenüber der Kampagne von John Gummer 2005 entspricht.
Am 6. Juli 2011 verteidigte sie Rebekah Brooks wegen der Beteiligung der News of the World am Skandal um den Hackerangriff in den Nachrichtenmedien. Sie sagte, dass sich eine Hexenjagd gegen Brooks entwickelte und dass Brooks damals einfach nur Herausgeber der Zeitung war, was kein ausreichender Beweis gegen sie sei. Coffey wurde Mitglied des Sonderausschusses Kultur, Medien und Sport der Kommission zur Untersuchung des Hacking-Skandals im Jahr 2012. In diesem Ausschuss lehnte sie es ab, alle Anträge zu unterstützen, die Rupert und James Murdoch kritisieren, schloss sich jedoch später der Mehrheit ihrer Partei an, die für exemplarische Schäden stimmte, die eine Standardfolge sind, um Pressevergehen zu verhindern.
Coffey war von Juli 2010 bis Oktober 2012 Mitglied des Ausschusses für Kultur, Medien und Sport, als sie zur Parlamentarischen Privatsekretärin von Michael Fallon ernannt wurde. Im Juli 2014 wurde sie zum Assistant Government Whip ernannt. Am 11. Mai 2015 wurde sie zur stellvertretenden Vorsitzenden des Unterhauses ernannt. Im Unterhaus sitzt sie im Umweltauditausschuss und war zuvor im Ausschuss für Kultur, Medien und Sport tätig.
Am 8. September 2019, dem Tag nach dem Rücktritt von Amber Rudd, wurde Thérèse Coffey von Boris Johnson als Ministerin für Arbeit und Pensionen nominiert.
Zur Unterhauswahl 2024 trat sie nicht mehr an und schied am 30. Mai 2024 aus dem Unterhaus aus. Am 17. Januar 2025 wurde sie als Baroness Coffey, of Saxmundham in the County of Suffolk and of Grassendale in the City of Liverpool, zur Life Peeress erhoben und wurde dadurch Mitglied des Oberhauses.

### Persönliches Leben
Coffey ist Fan des Fußballvereins Liverpool F.C. und setzte sich für die Erhebung Kenny Dalglishs zum Knight Bachelor ein. Sie ist ein Fan der Rockband Muse.